# Kvalserien till Hockeyallsvenskan
Kvalserien till Hockeyallsvenskan spelas för att avgöra vilka lag som skall få spela i Hockeyallsvenskan kommande säsong. I kvalet deltar lag från Hockeyallsvenskan och Hockeyettan (tidigare känt som Division 1).

## Upplägg
Alla lag i kvalserien möts två gånger, en gång på det ena lagets hemmaplan och en gång på det andra lagets hemmaplan. Fram till säsongen 2019/2020 ägde den rum mellan de två sämsta lagen från Hockeyallsvenskan och de fyra segrarna från Hockeyettan, och då gick de två bästa lagen upp till Hockeyallsvenskan medan de fyra övriga hamnade i Hockeyettan följande säsong. Från och med säsongen 2020/2021 spelas kvalserien bara mellan de fyra segrarna från Hockeyettan, där det bästa laget avancerar till Hockeyallsvenskan medan de tre övriga lagen blir kvar i Hockeyettan.

### Fotnoter
1. ↑  ”Championnat de Suède 2000/01”. Hockeyarchives. 26 februari 2001. http://www.passionhockey.com/hockeyarchives/Suede2001.htm. Läst 7 april 2014.